# Vlag van Manaus

Vlag van Manaus

De vlag van Manaus bestaat uit een beige veld waarop in het midden het wapen van Manaus is afgebeeld. De kleur beige staat voor de Amazonerivier, waarvan de modderige kleur de grootste identiteit is van de inwoners van Manaus. Het wapen, dat bij wet is ingesteld, vertegenwoordigt de cultuur en geschiedenis van de stad.
De vlag werd op 20 november 2003 ingesteld bij Gemeentewet nr. 718 van Manaus. Volgens de wet is het hijsen van de vlag verplicht op het stadhuis van Manaus, het stadhuis van Manaus en gemeentelijke kantoren in het algemeen. De kleur beige staat voor de Amazonerivier, waarvan de modderige kleur de grootste identiteit is van de inwoners van Manaus. Het wapen, dat bij wet is ingesteld, vertegenwoordigt de cultuur en geschiedenis van de stad.